# Soveria Simeri
Soveria Simeri est une commune italienne de la province de Catanzaro, dans la région Calabre.

## Administration
| Période                                  | Période | Identité           | Étiquette    | Qualité  |
| ---------------------------------------- | ------- | ------------------ | ------------ | -------- |
|                                          | 1945    | Alberto De Nobili  |              | Podestat |
| 1945                                     |         | Alberto De Nobili  |              | Maire    |
|                                          |         | Garcea             |              | Maire    |
| Les données manquantes sont à compléter. |         |                    |              |          |
| 15 mai 2011                              |         | Aldo Carmine Olivo | La rinascita | Maire    |

### Communes limitrophes
Sellia, Sellia Marina, Simeri Crichi, Zagarise